# Dirty Bass
Dirty Bass ist das vierte Studioalbum der amerikanischen Hip-Hop-Gruppe Far East Movement. Es wurde am 18. Mai 2012 vom Label Interscope Records veröffentlicht. Musikalisch ist es vor allem durch Hip-Hop und Electro geprägt.

## Titelliste
1. Dirty Bass (mit Tyga) – 3:29
2. Live My Life feat. Justin Bieber – 3:57
3. Where the Wild Things Are (mit Crystal Kay) – 3:42
4. Turn Up the Love (feat. Cover Drive) – 3:16
5. Flossy (feat. My Name Is Kay) – 3:33
6. If I Die Tomorrow (feat. Bill Kaulitz) – 4:07
7. Ain't Coming Down (feat. Sidney Samson & Matthew Koma) – 3:34
8. Candy (feat. Pitbull) – 3:58
9. Fly With U (feat. Cassie) – 3:30
10. Change Your Life (feat. Flo Rida & Sidney Samson) – 3:39
11. Little Bird – 3:08
12. Live My Life (Party Rock Remix) (feat. Justin Bieber & Redfoo) – 4:16

(Deluxe-Edition)
1. Show Me Love (feat. Alvaro) – 3:51
2. Basshead (feat. YG) – 3:48
3. Shake Ya Rump – 3:21
4. Lights Out (Go Crazy) (mit Junior Caldera und Natalia Kills) – 3:10
5. Like a G6 (feat. The Cataracs & Dev) – 3:38
6. Rocketeer (feat. Ryan Tedder) – 3:31

## Kommerzieller Erfolg

### Chartplatzierungen

#### Album
| ChartsChartplatzierungen       | Höchstplatzierung | Wochen |
| ------------------------------ | ----------------- | ------ |
| Deutschland (GfK)              | 95 (1 Wo.)        | 1      |
| Schweiz (IFPI)                 | 78 (2 Wo.)        | 2      |
| Vereinigte Staaten (Billboard) | 190 (1 Wo.)       | 1      |

#### Singles
| Jahr | Titel Album      | Höchstplatzierung, Gesamtwochen, AuszeichnungChartplatzierungen (Jahr, Titel, Album, Platzierungen, Wochen, Auszeichnungen, Anmerkungen) | Höchstplatzierung, Gesamtwochen, AuszeichnungChartplatzierungen (Jahr, Titel, Album, Platzierungen, Wochen, Auszeichnungen, Anmerkungen) | Höchstplatzierung, Gesamtwochen, AuszeichnungChartplatzierungen (Jahr, Titel, Album, Platzierungen, Wochen, Auszeichnungen, Anmerkungen) | Höchstplatzierung, Gesamtwochen, AuszeichnungChartplatzierungen (Jahr, Titel, Album, Platzierungen, Wochen, Auszeichnungen, Anmerkungen) | Höchstplatzierung, Gesamtwochen, AuszeichnungChartplatzierungen (Jahr, Titel, Album, Platzierungen, Wochen, Auszeichnungen, Anmerkungen) | Anmerkungen                                                           |
| Jahr | Titel Album      | DE | AT | CH | UK | US | Anmerkungen                                                           |
| ---- | ---------------- | --- | --- | --- | --- | --- | --------------------------------------------------------------------- |
| 2012 | Live My Life     | DE8 Gold · (17 Wo.)DE | AT20 (14 Wo.)AT | CH6 (17 Wo.)CH | UK7 (6 Wo.)UK | US21 (1 Wo.)US | Erstveröffentlichung: 28. Februar 2012 feat. Justin Bieber            |
| 2012 | Dirty Bass       | — | — | — | — | — | Erstveröffentlichung: 10. Mai 2012 feat. Tyga                         |
| 2012 | Turn Up the Love | — | — | CH55 (4 Wo.)CH | UK13 Silber · (11 Wo.)UK | — | Erstveröffentlichung: 21. Juni 2012 feat. Cover Drive                 |
| 2012 | Change Your Life | DE91 (1 Wo.)DE | — | — | — | — | Erstveröffentlichung: 26. Oktober 2012 feat. Flo Rida & Sidney Samson |

### Auszeichnungen für Musikverkäufe
| Land/Region        | Auszeichnungen für Musikverkäufe (Land/Region, Auszeichnung, Verkäufe) | Verkäufe |
| ------------------ | ---------------------------------------------------------------------- | -------- |
| Indonesien (ASIRI) | Gold                                                                   | 10.000   |
| Insgesamt          | 1× Gold ·                                                              | 10.000   |